# Calle del Elfo
La calle del Elfo es una vía urbana de la ciudad española de Madrid en el distrito de Ciudad Lineal y atraviesa los barrios de Quintana y Concepción. Es una vía eminentemente residencial. 

## Nombre
Su nombre hace referencia al ser mitológico del mismo nombre, otras calles cercanas llevan nombre de temas relacionados con la mitología como las paralelas calle Sambara o calle Oráculo (actual calle Virgen de Lluc). 
La calle se encuentra situada entre la calle Siena y la calle de Boldano. 

## Recorrido
La vía comienza en la calle de Siena en el barrio de la Concepción y continúa dirección noroeste por el barrio de Quintana paralela en todo momento a la calle Alcalá. Acaba en la calle de Boldano. En su recorrido se cruza con las calles del Alcalde López Casero, Buen Gobernador, Ganges, Florencio Llorente, Guillermo Rovirosa, Beato Berrio Ochoa, Concejal Julio Gómez, Argentina, Virgen del Sagrario, Emilio Gastesi Fernández, Federico Gutiérrez, Hermanos de Pablo, Doctor Vallejo y Pileo. 
Los impares van del 1 al 163 y los pares del 2 al 164.

## En la cultura popular
- Uno de los temas más populares de la banda madrileña Alcalá Norte lleva el nombre de La Calle Elfo.[2]